# Рибников Олександр Петрович
Олександр Петрович Рибников (10 квітня 1930, село Дубровне, тепер Мамлютського району Північноказахстанської області, Казахстан — 27 серпня 2002, Казахстан) — радянський казахський діяч, секретар ЦК КП Казахстану. Депутат Верховної ради Казахської РСР 10—11-го скликань.

## Життєпис
У 1954 році закінчив Омський сільськогосподарський інститут імені Кірова, вчений-агроном.
У 1954—1966 роках — агроном радгоспу; секретар Джетигаринського районного комітету ЛКСМ Казахстану; головний агроном машинно-тракторної станції; головний агроном радгоспу; головний агроном районного сільськогосподарського управління.
Член КПРС з 1959 року.
У 1966—1967 роках — головний агроном Північно-Казахстанського обласного сільськогосподарського управління.
У 1967—1976 роках — заступник завідувача відділу Північно-Казахстанського обласного комітету КП Казахстану; 1-й секретар Пресновського районного комітету КП Казахстану Північно-Казахстанської області; завідувач відділу Північно-Казахстанського обласного комітету КП Казахстану.
У 1976 — 27 березня 1985 року — заступник завідувача сільськогосподарського відділу ЦК КП Казахстану; завідувач відділу сільського господарства і харчової промисловості ЦК КП Казахстану.
27 березня 1985 — 27 липня 1987 року — секретар ЦК КП Казахстану.
З липня 1987 року — на пенсії.
У 1988—1989 роках — інструктор економічного відділу ЦК КП Казахстану; консультант аграрного відділу ЦК КП Казахстану.
Помер 27 серпня 2002 року.

## Нагороди
- орден Жовтневої Революції
- два ордени Трудового Червоного Прапора
- два ордени «Знак Пошани»
- медалі
- Почесні грамоти Президії Верховної ради Казахської РСР